# Символ віри
Си́мвол Ві́ри — це коротко і точно викладене вчення про те, у що повинні вірувати християни. Цей стародавній виклад віри був складений на Першому Нікейському і Першому Константинопольському соборах (325—381 рр.) для того, щоб назавжди зберегти вчення церкви, захистивши його від неправдивих тлумачень та викривлень.

## Історія
З-поміж кількох давніх ісповідань тепер загальноприйнятий текст Символа віри, схвалений на Нікейському (325) і Константинопольському (381) Вселенських соборах, починається словом «Вірую…». Символ віри промовляється у прилюдних і приватних моліннях і співається або читається на літургії (з V ст.). Виголошення Символу віри з найдавніших часів вимагається від охрещуваного; якщо ж хрестять немовлят (у католицьких і православних церквах), то Символ віри читає за нього хрещений (хресний) батько. Як популярний молитовний текст «Вірую…» вмістив у «Азбуку» (1574) Іван Федоров, а згодом у свій «Буквар» (1861) Тарас Шевченко.
Згадка у Символі віри про походження Святого Духа «від Отця» з додатком «і Сина» (Filioque, як це поширилось у західній церкві) знайшла найрізноманітнішу інтерпретацію у західних і східних християнських церквах і стала одним з пунктів їхнього розколу 1054 року. Українські полемічні твори XVI—XVII ст. присвячували цьому питанню особливу увагу. Православна церква не визнає додатку «і Сина». Українська греко-католицька церква прийняла цей додаток на Замойському синоді 1720 року.
У православ'ї весь Символ віри складається з дванадцяти членів, і в кожному з них міститься особлива істина, або, як ще називають, догмат православної віри. Варто відзначити, що за цими догмами віри живе і католицька церква, але під редагуванням 1014 року.